# مسجد كونستانتسا
يقع مسجد كونستانتسا في مدينة كونستانتسا الساحلية في رومانيا. بناه ملك رومانيا كارول الأول عام 1910 على الطراز المغربي. وحل مكان المسجد السابق من 1822. وهو مشابه لمسجد قونية في تركيا. ويتميز بكثرة لوحاته الجدارية الداخلية. يبلغ علو المئذنة 50 متراً ويطلّ على المدينة والميناء.

## صور

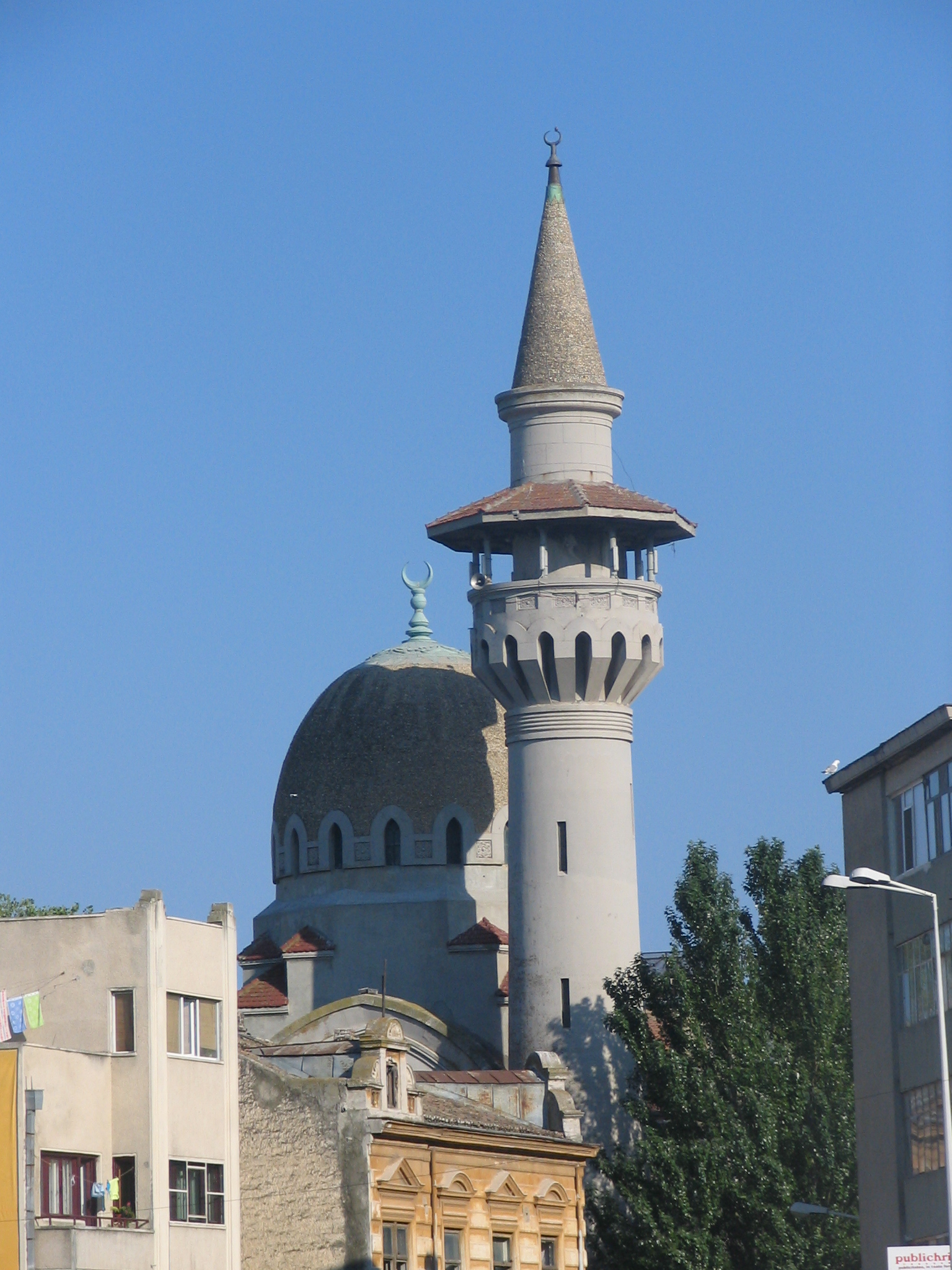
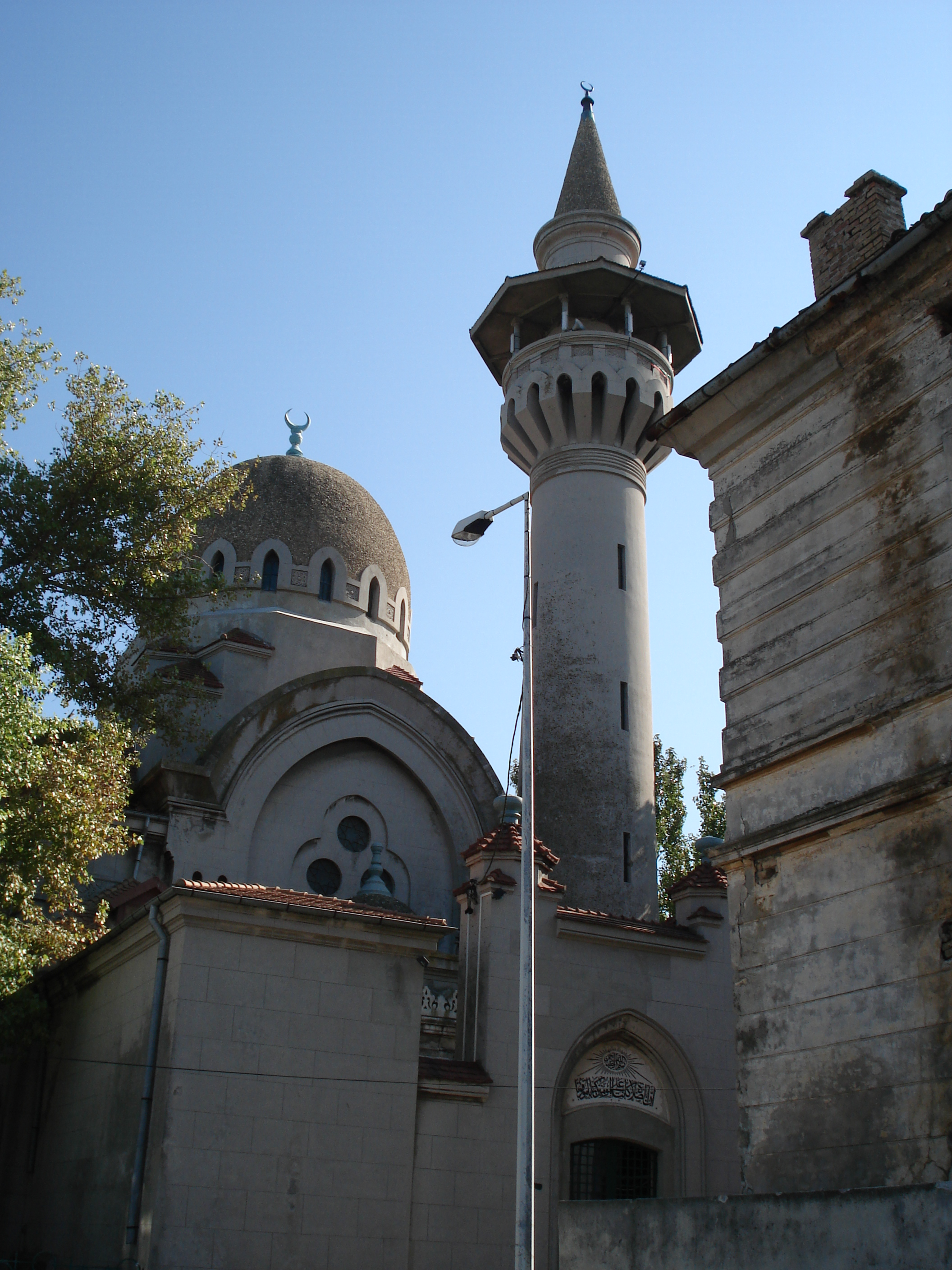
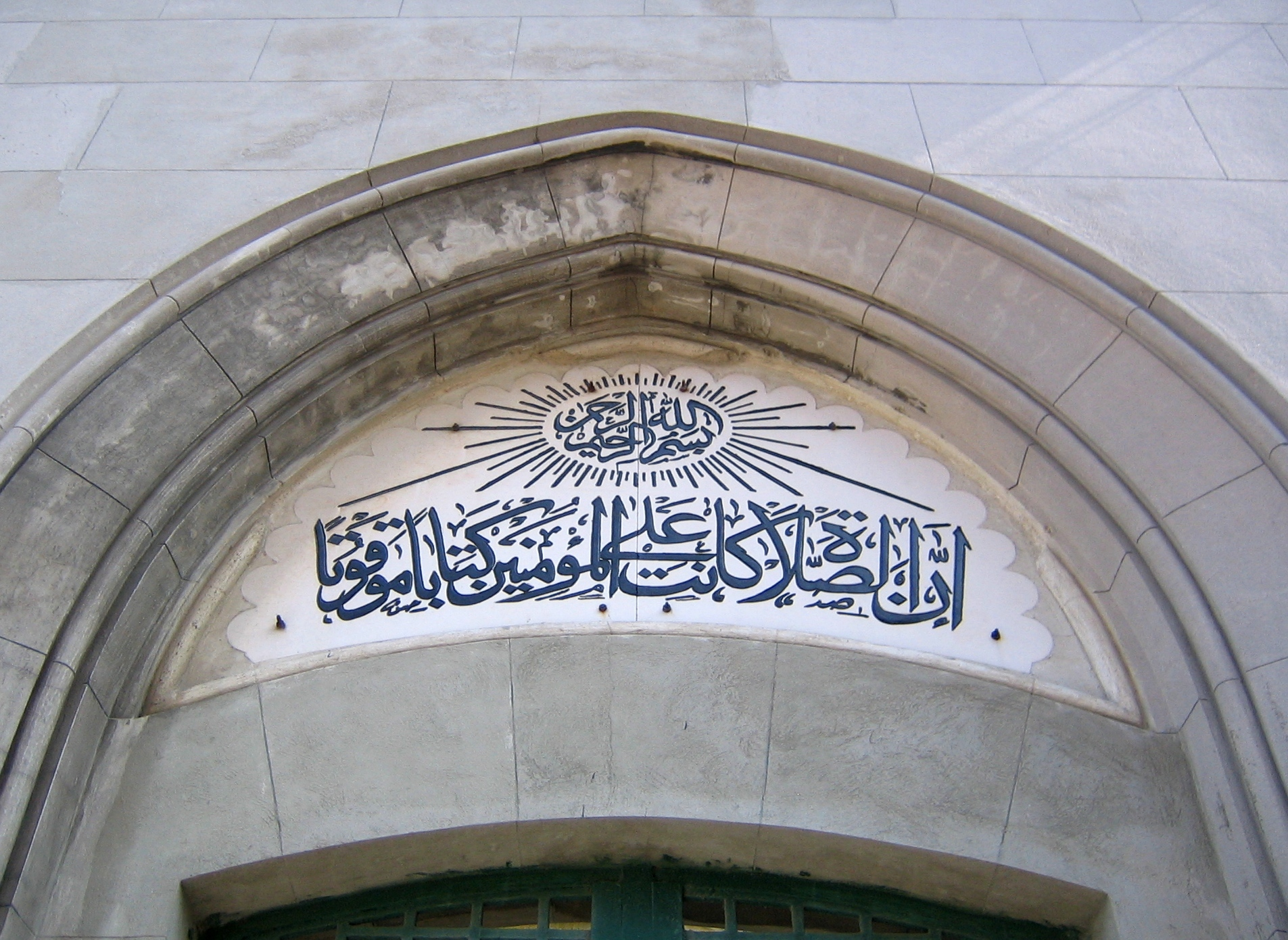